# Menhirs d'Apazzu
Les menhirs de d'Apazzu sont un site préhistorique, constitué d'un alignement mégalithique et d'un tertre, situé sur la commune de Sartène en Corse-du-Sud.

## Historique
Les mégalithes ont été identifiés une première fois par Roger Grosjean vers 1960. Les premières mentions dans ses carnets datent de 1965, c'est un bref compte-rendu de visite où il mentionne plusieurs menhirs et une sépulture. Le site a fait l'objet de deux interventions archéologiques en 1968 (par Roger Grosjean) et 1973 (par J. Jehasse). Lors de l'intervention de 1968, les deux statues-menhirs et un menhir stèle ont été redressés, créant ou recréant un alignement nord-sud. La campagne de 1973 a permis d'identifier de nouveaux menhirs et d'entreprendre la fouille d'un tertre au nord des alignements. Plusieurs objets y ont été retrouvés dont un vase en pierre.

## Description
Le site comprend 25 menhirs, dont deux sont des statues-menhirs sculptées, ainsi qu'un tertre. Il est situé près d'une source, comme les sites voisins du Sartenais (Palahgju, I Stantari, Rinaghju) également associés à des sources ou des milieux humides.
| Apazzu I  | 3 m    | Épée verticale en bas-relief et baudrier scapulaire. Rien d'apparent au dos. Retrouvée couchée sur le ventre, elle a été redressée en 1968 dans son calage primitif.                                                  |
| Apazzu II | 2,86 m | Grand poignard vertical en bas-relief et baudrier gravé passant derrière le cou. Tête penchée sur l'épaule droite. Rien d'apparent au dos. Retrouvée brisée à son pied, redressée en 1968 sur son pied encore planté. |
| Source    |        | |